# Gnoma
Gnoma, gnom (z gr. gnōmē – rozum, mniemanie) w retoryce lub w literaturze – zwięzłe zdanie wyrażające głębszą myśl, zwykle o charakterze moralnym. Pierwotną formą gnomy były przysłowia. Zaabsorbowana przez retorykę i literaturę zyskała bardziej wyrafinowaną formę. W literaturze często ma postać rymowanego dystychu.
Gnoma była najbardziej pierwotną odmianą liryczną w poezji greckiej. Uprawiana była we wszystkich epokach literackich, również przez autorów polskich, np.:
Nauką i pieniędzmi drudzy cię zbogacą;
Mądrość musisz sam z siebie własną dobyć pracą.
(Adam Mickiewicz „Mądrość”)